# Minh Mạng
Minh Mạng (pronunciación en vietnamita: /mïŋ˧ maːŋ˧˨ʔ/), también conocido como Minh Mệnh (chữ hán: 明 命, lit. "el brillante favor del Cielo"; 25 de mayo de 1791-20 de enero de 1841; nacido como Nguyễn Phúc Đảm o también como Nguyễn Phúc Kiểu), fue el segundo emperador de la dinastía Nguyễn de Vietnam, reinando desde el 14 de febrero de 1820 hasta su muerte, el 20 de enero de 1841. Fue el cuarto hijo del emperador Gia Long, cuyo hijo mayor, Nguyễn Phúc Cảnh, había muerto en 1801. Fue muy conocido por su oposición a la participación francesa en Vietnam, la culminación de la conquista vietnamita final de Champa, la anexión temporal de Camboya y su rígida ortodoxia confuciana. Hoy en día su tumba es un importante templo turístico sobre la rivera del río Perfume, monte Cam Ke, cerca de la ciudad de Hue.